# Ejido de Treinta y Tres
Ejido de Treinta y Tres je naseljeno mjesto u departmanu Treinta y Tres na istoku Urugvaja. To je zapravo prigradsko naselje grada Treinta y Tresa, sjedišta istoimenog departmana, s kojim graniči na zapadu, sjeveru i istoku.

## Stanovništvo
Prema popisu stanovnika iz 2011. godine Ejido de Treinta y Tres ima 6.782 stanovnika, čime je drugo najnapučenije mjesto u departmanu.
| Godina | Stanovništvo |
| ------ | ------------ |
| 1975.  | 2.571        |
| 1985.  | 2.995        |
| 1996.  | 4.402        |
| 2004.  | 6.115        |
| 2011.  | 6.782        |

- Izvor: Državni statistički zavod Urugvaja.[2]

## Vanjske poveznice
- (šp.) Departman Treinta y Tres - službene stranice
- (šp.) Nuestra Terra, Colección Los Departamentos, Vol.4 "Treinta y Tres"  Arhivirana inačica izvorne stranice od 22. ožujka 2016. (Wayback Machine)